# Протеаза ВИЧ-1
Протеаза ВИЧ-1 (англ. HIV-1 protease) — ретровирусная аспартатная протеаза (ретропепсин), фермент, играющий важную роль в жизненном цикле вируса иммунодефицита человека (ВИЧ). Протеаза разрезает синтезируемые полипротеины (в частности, Gag и Gag-Pol) в нужных местах, благодаря чему образуются зрелые белки вириона ВИЧ. Без протеазы вирионы ВИЧ остаются неинфективными. Таким образом, мутации в активном центре фермента или ингибирование его активности нарушают способность ВИЧ реплицировать и заражать клетки, что делает поиск ингибиторов протеазы целью множества исследований.

## Структура и функция
Структура протеазы ВИЧ-1 была исследована с помощью рентгеноструктурного анализа. Зрелая протеаза существует в виде гомодимера с молекулярной массой 22 кДа, в котором каждая субъединица состоит из 99 аминокислотных остатков. Структурно каждая субъединица состоит из девяти бета-листов и одной альфа-спирали.
Активный центр расположен между субъединицами и имеет характерную для аспартатных протеаз аминокислотную последовательность Asp-Thr-Gly (Asp25, Thr26 и Gly27). Ядро активного центра содержит по одному остатку аспартата от каждой субъединицы и является гидрофобным. Бета-листы субъединиц формируют две «створки» (англ. flaps), которые покрывают активную зону, закрывая доступ к ней. Эти створки могут находиться в разных конформациях (закрытая, полуоткрытая, открытая) и играют важную роль при взаимодействии активного центра с лигандом или субстратом.
Основной функцией протеазы ВИЧ-1 является «разрезание» полипротеинов-прекурсоров (синтезирумых с помощью мРНК на основе генома вируса) на мелкие активные белки, из которых собирается новый вирион. Во время сборки вириона, протеаза в строгой последовательности проводит 12 таких операций разрезания над полипротеинами Gag, Gag-Pol и Nef. В результате формируются вирусные ферменты (обратная транскриптаза, интеграза и протеаза), структурные белки (капсид и нуклеокапсид) и другие факторы, необходимые для жизненного цикла вируса.
Кроме разрезания вирусных белков, протеаза также проявляет протеолитическую активность в отношении белков клетки-хозяина. Вызванный данным ферментом протеолиз белков цитоскелета (актин, десмин, миозин, виментин и др.) может вызывать клеточный некроз и апоптоз, что, возможно, является одним из механизмов цитотоксичности ВИЧ.

## Медицинское значение
Поскольку протеаза играет очень важную роль в репликации ВИЧ, она является одной из целей для лекарственной терапии. Ингибиторы протеазы блокируют ферментную активность данного белка, в результате чего вирусные частицы не способны созреть до уровня заразных вирионов. На 2007 год несколько препаратов-ингибиторов протеазы были лицензированы для использования в рамках антиретровирусной терапии.
Одной из проблем при использовании ингибиторов протеазы в составе монотерапии является высокая скорость мутации ретровирусов, благодаря чему вирусы способны быстро выработать резистентность к терапии. Основным подходом к решению это проблемы стало использование комплексной терапии (АРВТ), состоящей в одновременном приёме нескольких препаратов, действующих на различные аспекты вирусной активности (ингибирование обратной транскриптазы, интегразы, сборки вириона и пр.).
Поскольку все применяемые ингибиторы протеазы направлены на блокирование активного центра фермента, мутации в нём способны вызывать резистентность к нескольким препаратам одновременно. Одним из вариантом решения данной проблемы может быть разработка аллостерических ингибиторов, то есть направленных на другие, отличные от активной, зоны белка.